# Кузарјев Кал
Кузарјев Кал (словен. Kuzarjev Kal) је насељено место у саставу градске општине Ново Место, регија Југоисточна Словенија, Словенија.

## Историја
До територијалне реорганизације у Словенији био је у саставу старе општине Ново Место.

## Становништво
У попису становништва из 2011. године, Кузарјев Кал је имао 48 становника.
| Број становника према пописима | Број становника према пописима | Број становника према пописима |
| ------------------------------ | ------------------------------ | ------------------------------ |
| 1991                           | 2002                           | 2011                           |
| 46                             | 47                             | 48                             |

Напомена: Године 2010. умањено за део насеља који је припојен насељу Ново Место.